# Mega Man Zero 3
Mega Man Zero 3 é um jogo da série Mega Man lançado para Game Boy Advance e o terceiro da série Mega Man Zero.
Nesta terceira parte da aventura, após Zero vencer o comandante Elpizo, é revelado que a Dark Elf, um programa de enorme poder que causou as Elf Wars, ainda estava vivo. E não somente isso, um cientista chamado Dr. Weil cria um reploid chamado Omega e o manda em busca do poder da Dark Elf. Neste capítulo, Zero descobre muito sobre si mesmo e sobre o passado que, até então, estava mal esclarecido no jogo.
Mega Man Zero 3 foi o quarto videogame mais vendido no Japão durante sua semana de lançamento. Foi o 106º jogo mais vendido no país em 2004, com 121 847 unidades vendidas.

## História
Anteriormente, em Mega Man Zero 2, Elpizo havia libertado a Dark Elf com a finalidade de obter mais poder. Após ser derrotado por Zero, Elpizo percebe o erro que havia cometido. Dr. Weil, que havia sido banido há um século, havia retornado sem ninguém perceber.
Enquanto isso Zero e Ciel ainda buscavam pela Dark Elf. Sua busca por ela havia levado-os a um local gelado onde viram a nave de Dr. Weil (que até então era desconhecido). Dr. Weil liberta Omega (que mais tarde descobre-se ser o corpo original de Zero) dizendo estar querendo ajudar na crise de energia do planeta.

## Jogabilidade
O jogo segue quase exatamente as mesmas regras de seu antecessor. Mais uma vez, Zero possui seu Z-Saber, seu Z-Buster e seu Shield Boomerang. A novidade deste jogo é o Recoil Rod, um par de armas semelhante a dois porretes (tonfas) que podem ser usadas em todas as direções. Quando estiver carregado, um poderoso ataque é executado, podendo empurrar inimigos e algumas plataformas, além de fazer com que Zero pule mais alto se mirar para baixo enquanto estiver no chão.
Zero não precisa mais aumentar os níveis das armas para criar combos, pois elas já estão em seus níveis máximos.

## Lista de chefes
- Omega
- Blazin' Flizard
- Childre Inarabitta
- Hellbat Schilt
- Deathtanz Mantisk
- Crea & Prea
- Anubis Necromancess V
- Hanumachine R
- Blizzack Staggroff R
- Copy X MK II
- Cubit Foxtar
- Glacier Le Cactank
- Volteel Biblio
- Tretista Kelverian
- Hidden Phantom (chefe secreto)
- Crea & Prea II
- Golden Omega
- Ultimate Omega
- Original Zero (verdadeira forma de Omega)